# 罗马斗兽场
41°53′25.02″N 12°29′32.62″E / 41.8902833°N 12.4923944°E
羅馬競技場（義大利語：Colosseo，又譯作罗马鬥獸场、罗马大角鬥场、科洛西姆或哥罗塞姆；原名弗莱文圆形剧场）是古罗马时期最大的橢圆形角鬥场，建於公元72年-82年间，现仅存遗迹位於現今義大利罗马市的中心。羅馬競技場是卵形的圓形劇場，也是目前最大的圓形劇場，使用材料包括洞石、凝灰岩及砖饰面的混凝土。
羅馬競技場估計可以容納五萬至八萬名觀眾，平均觀眾約六萬五千人。罗马斗兽场用來進行角鬥士的比賽、海战表演（不過只有短暫的時間，後來斗兽场地下室就開始安裝其他的設備了）、處決、重要戰役的歷史重演、以及演出以羅馬神話為基礎的戲劇。在中世紀前期已不再將羅馬競技場用在娛樂用途，後來用作住宅、工作坊、聖職人員宿舍、防御工事、採石場以及基督教聖地等用途。
羅馬競技場中有部份因為地震以及盜石賊的破壞而受損，不過仍然是羅馬帝國的代表性建築物。罗马斗兽场是羅馬著名的旅遊景點之一，也和天主教教會有關，教宗在每年聖週五帶領的苦路遊行都會從罗马斗兽场附近開始。義大利版本的5歐分硬幣上面就是以罗马斗兽场為主題。罗马斗兽场也列名在中古世界七大奇蹟及世界新七大奇蹟中。1980年，罗马竞技场以罗马历史中心，该城中享有治外法权的圣座房地产和城外圣保禄大殿之名被联合国教科文组织列入世界文化遗产。

## 名稱
競技場的拉丁文名稱為「Amphitheatrum Flavium」，而競技場是在尼禄登基後，在弗拉维王朝（Flavian dynasty）時所興建。在英文中也有使用此一名稱，不過較常用的名稱是「Colossus」，本來解作巨像，因為尼祿時期此處有一座他本人的巨像。古典時期的羅馬人稱罗马斗兽场為“Amphitheatrum Caesareum”，其中Caesareum代表凯撒此一头衔，不過此名稱已只出現在詩歌中。
罗马斗兽场的名稱約在中古時期演變成Coliseum。在義大利仍將圓形劇場稱為「il Colosseo」，其他罗曼语族文字的形式也類似，例如羅馬尼亞文的「Coloseumul」、法文的「le Colisée」、西班牙文的「el Coliseo」及葡萄牙文的「o Coliseu」。

## 歷史
競技場由維斯帕先皇帝下令修建，在其儿子提圖斯在位期间建成，下一位皇帝图密善又曾修建它，是古罗马帝国标志性的建筑物之一。競技場建在另一个罗马皇帝尼禄的“金宫”（Domus Aurea）原址之上。
217年競技場遭雷擊引起大火，破壞了競技場內部上層的木質部份，一直到240年才完全修復，在西元250年或252年有更進一步的整修，在320年也進行過整修。大約是在435年最後一次提到角斗士戰鬥。人与兽或人与人之间的搏鬥表演一直到523年才被完全禁止。442年和508年发生的两次强烈地震对競技場结构本身造成了严重的損壞。
中世紀的競技場經歷了許多大幅的改變。約在六世紀末有在競技場內部建築了小教堂，不過這沒有讓整個競技場賦予其他宗教上的意義。後來競技場改造為墓地，拱廊下許多的空間改為住家及工作室，在十二世紀末時還曾經出租。中世纪时期该建筑物并没有受到任何保护，因此损坏进一步加剧，后来干脆被用来当作碉堡。聖座於15世纪时为了建造聖堂和枢密院，拆除了鬥獸场的部分石料；1749年以早年有基督徒在此殉难为由才宣布其为圣地，并对其进行保护。教宗若望保祿二世生前每年都会在此举行仪式纪念这些殉难的烈士。

## 設計
競技場这种建筑形态起源于古希腊时期的剧场，例如埃庇道努劇場（約前330年，設計師：皮力克雷托斯 ），当时的剧场都傍山而建，呈半圆形，观众席就在山坡上层层升起。但是到了古罗马时期，人们开始利用券拱结构（拱型）将观众席架起来，并将两个半圆形的剧场对接起来，因此形成了所谓的圆形剧场（amphitheatrum，例如 Amphitheatrum Castrense，典型古羅馬建築），并且不再需要靠山而建了。而罗马競技場就是罗马帝国内规模最大的一个椭圆形角鬥场，它长轴187公尺，短轴155公尺，周长527公尺，中央为表演区，长轴86公尺，短轴54公尺，地面铺上地板，外面围着层层看台。看台约有60排，分为五个区，最下面前排是贵宾（如元老、长官、祭司等）区，第二层供贵族使用，第三区是给富人使用的，第四区由普通公民使用，最后一区则是给底层妇女使用，全部是站席。在观众席上还有用悬索吊挂的天篷，这是用来遮阳的；而且天篷向中间倾斜，便于通风。这些天篷由站在最上层柱廊的水手们像控制风帆那样操控。

競技場内部

競技場的看台用三层混凝土制的筒形拱上，每层80个拱，形成三圈不同高度的环形券廊（即拱券支撑起来的走廊），最上层则是50米高的实墙。看台逐层向后退，形成阶梯式坡度。每层的80个拱形成了80个开口，最上面两层则有80个窗洞，观众们入场时就按照自己座位的编号，首先找到自己应从哪个底层拱门入场，然后再沿着楼梯找到自己所在的区域，最后找到自己的位子。整个鬥獸场最多可容纳5万人，却因入场设计周到而不会出现拥堵混乱，这种入场的设计即使是现今的大型体育场依然沿用。
競技場表演区地底下隐藏着很多洞口和管道，这里可以储存道具和牲畜，以及角鬥士，表演开始时再将他们吊起到地面上。文藝復興時期的史學家、藝術家認為競技場有時還會灌水以進行海戰表演，但至今仍無明確證據可以佐證這項想法；許多現代人誤認競技場灌水為史實，多是因為看見文藝復興時期的競技場海戰想像畫作，因而誤會；但現在則有考古學家認為海戰表演是可行的，水的來源則由羅馬市區的克勞迪亞水道，不過由於成本高而且競技場下方挖空成為儲存空間或野獸柵欄因而海戰表演作罷。

## 用途

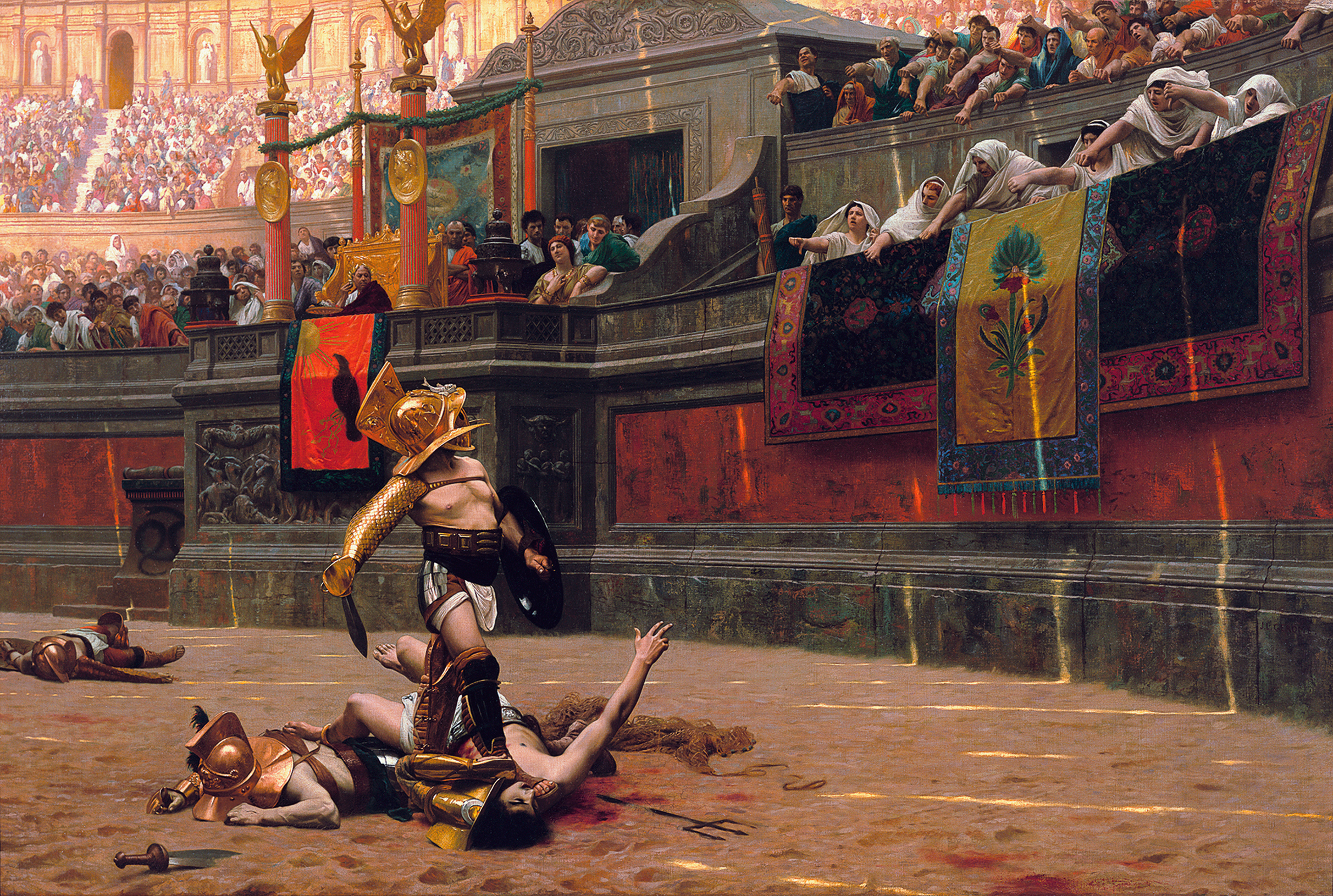
讓-里奧·傑洛姆在1872年所繪的Pollice Verso

罗马斗兽场主要是角鬥士的競技表演場所，也有許多其他活動在此進行。角斗比賽是由特定人士供應，不是國家提供的。其中有強烈的宗教元素，不過也展現了權力及家族的威望，因此深受百姓的歡迎。另一種表演是狩獵表演，包括了許多野獸（主要來自非洲及中東），也會包括像是犀牛、河马、象、长颈鹿、原牛、欧洲野牛、巴巴里獅、豹、熊、里海虎、鱷魚及鸵鸟等。戰爭及狩獵會搭配精心佈置的樹木及建築物進行，而這些佈景是可移動的。偶爾會有大規模的活動：圖拉真據說為了慶祝他在107年在達契亞的勝利，表演活動長達123天，其中包括了11,000隻動物以及10,000名角鬥士。在中午時會進行獸刑，死刑犯會在裸體，沒有武器的情形下送到的斗兽场和野獸搏鬥，最後會被野獸所撕碎。在活動之間的休息時間，也會有杂技演员和魔术师的表演。

## 今日

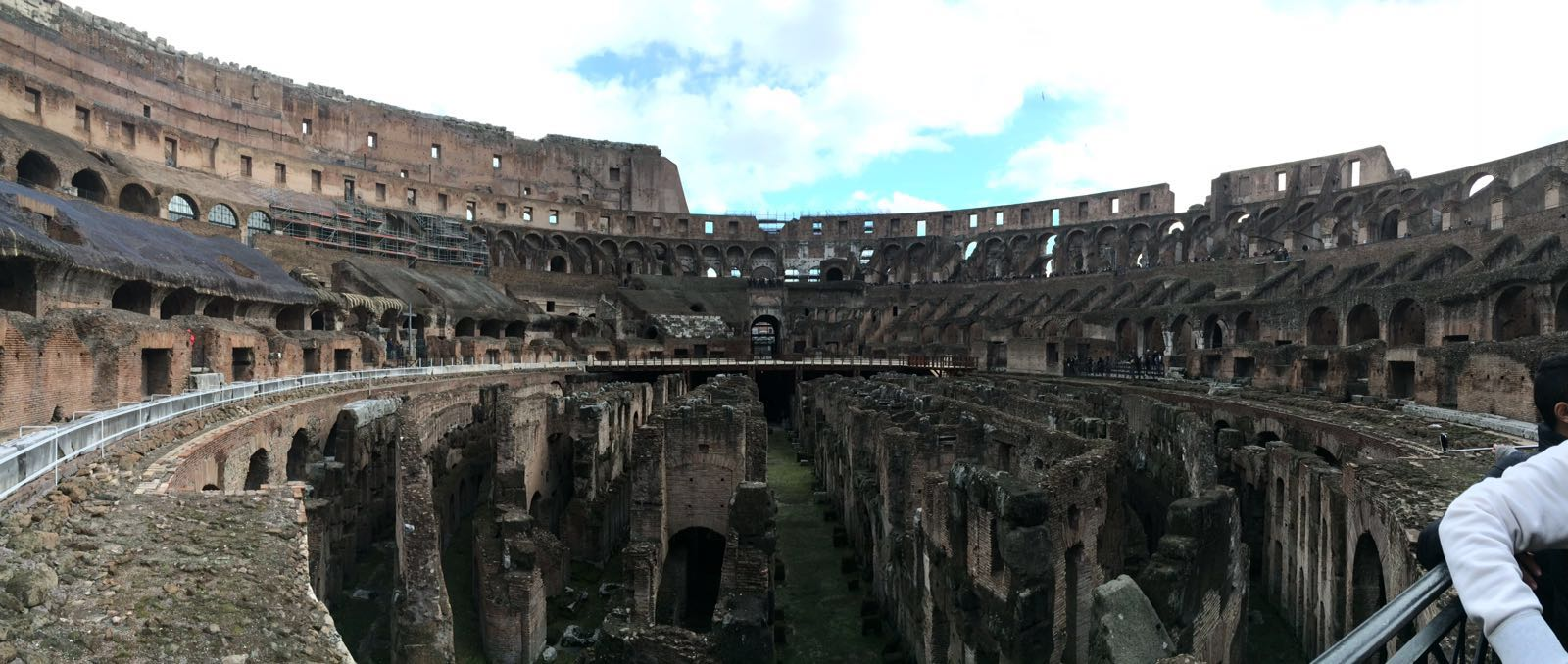
2016年罗马斗兽场內部的全景圖

現今的罗马斗兽场是羅馬主要的觀光景點之一，每年有數以萬計的遊客付費參觀斗兽场的內部，不過歐盟居民進去的費用有部份補貼，而且十八歲以下或是六十五歲以上的歐盟居民免門票即可入內。在建築物外牆的樓上有一個厄洛斯的博物館。斗兽场的部份地板已重新裝設。在斗兽场下方，以往是用來運輸動物及角鬥士的地下通道網路，已在2010年的夏天開放。
罗马斗兽场也是20世紀及21世紀羅馬天主教儀式的場所。例如本篤十六世會在聖週五從罗马斗兽场開始苦路（耶穌上十架前的一段路）的行程。